# سكوت وايز
سكوت وايز (بالإنجليزية: Scott Wise)‏ هو راقص ومخرج أمريكي، ولد في 1950 في بوكاتيلو في الولايات المتحدة.

## وصلات خارجية
- سكوت وايز على موقع IMDb (الإنجليزية)
- سكوت وايز على موقع قاعدة بيانات برودواي على الإنترنت (الإنجليزية)